# Joseph Penzien
Joseph Penzien (* 27. November 1924 in Philip (South Dakota); † 19. September 2011) war ein US-amerikanischer Bauingenieur, bekannt für Forschung zu Erdbeben im Bauwesen. Er war Professor an der University of California, Berkeley, wo er Gründungsdirektor des Earthquake Engineering Research Institute (EERC) war.
Penzien studierte an der University of Washington in Seattle mit dem Bachelor-Abschluss 1945, war 1945/46 im Corps of Engineers der US Army und wurde 1950 am Massachusetts Institute of Technology promoviert. Danach war er bis 1952 bei den Sandia National Laboratories und 1952/53 bei der Consol Vultee Aircraft Corporation. Ab 1953 war er Associate Professor und später Professor für konstruktiven Ingenieurbau in Berkeley am EERC und 1967 bis 1973 und 1977 bis 1980 dessen Direktor.
Ab 1990 war er Vorsitzender von International Civil Engineering Consultants in Berkeley.
Er war Berater des Lawrence Berkeley National Laboratory, der UNESCO und des kalifornischen Gouverneurs.
1983 erhielt er die Nathan M. Newmark Medal, 1988 die Alfred M. Freudenthal Medal und 1993 die Housner Medal. Er war Mitglied der National Academy of Engineering.

## Schriften
- mit Ray W. Clough: Dynamics of Structures, McGraw Hill 1975, 2. Auflage 1993